# Аэропорт Кольцово (остановочный пункт)
Аэропо́рт Кольцо́во — тупиковый остановочный пункт Свердловской железной дороги на ответвлении от главного хода Екатеринбург — Каменск-Уральский. Находится в границах станции Кольцово.
Платформа расположена в непосредственной близости с одноимённым аэропортом вдоль улицы Бахчиванджи у её пересечения с Кольцовским трактом, с северо-восточного угла площади Бахчиванджи примерно в 150 метрах от пассажирского терминала аэропорта и напротив исторического здания аэровокзала (ныне VIP-терминал аэропорта).
Имеется одна высокая боковая пассажирская платформа с навесом по всей длине. Билетные кассы отсутствуют. Вдоль железнодорожного пути со стороны проезжей части ул. Бахчиванджи установлен металлический забор.
Железнодорожный электрифицированный путь протяжённостью около 2 км от станции Кольцово и посадочная платформа построены совместно аэропортом и ОАО «РЖД» в 2008 году при реконструкции аэропорта «Кольцово». Открытие было приурочено к 130-летию Свердловской железной дороги. Первоначально осуществлялось курсирование аэроэкспрессов от вокзала Екатеринбург-Пассажирский в количестве 8 пар в сутки, для чего были специально приобретены 4-вагонные составы электропоезда ЭД4М. Промежуточные остановки выполнялись только на станциях Первомайская и Шарташ. С 2010 года количество поездов сократилось до 4 пар в сутки, движение стало осуществляться со всеми остановками по ходу следования. С 2009 по 2011 год в качестве подвижного состава на линии работал рельсовый автобус РА-2. По состоянию на 2022 год осуществляется курсирование 2 пар электропоездов до станции Екатеринбург-Пассажирский со всеми остановками.

## Галерея
|  |